# 裴寅
裴寅（?—?），字子敬，唐朝官员，河东闻喜（今山西闻喜县）人，出自河东裴氏，是唐代宗时宰相裴遵慶的孙子，吏部尚書裴向的儿子。
裴寅登进士第，咸通四年（863年）十一月，唐懿宗以中书舍人王铎权知礼部贡举，以兵部侍郎、判度支曹确同平章事，以中书侍郎、平章事毕諴检校吏部尚书、河中尹、晋绛慈隰节度使。以兵部侍郎高璩本官同平章事，以户部侍郎裴寅判本司事。裴寅官至御史大夫，去世。其子裴枢，咸通十二年（871年）登进士第，为唐昭宗时宰相。